# Florencia Benítez
Florencia Benítez (Argentína, 1986. szeptember 5. –) argentin színész, énekesnő.

## Filmográfia
- 2010–11, Hangok nekem – Teresa Grossi
- 2012 óta, Violetta – Jade LaFontaine
- 2013–14, A szomszédok benn háborúznak – Alina
- 2013–14, Csak ön – Wendy Planner

## Színházi szerepei
- 2006, A púp Párizsban.........Esmeralda
- 2007, Drakula a musical.......Lucy
- 2008.........................háttérszereplő
- 2009.........................háttérszereplő
- 2012, A bíróságtól fáraó......Lota
- 2012.........................háttérszereplő
- 2013.........................háttérszereplő